# Santa Maria del Priorato
De Santa Maria del Priorato, ook bekend onder de naam Onze Lieve Vrouwe van de Aventijn, is een kerkgebouw in Rome op de heuvel Aventijn. De eigenaar van de kerk is de Orde van Malta.

## Geschiedenis
De eerste kerk werd in 939 gebouwd door Odo van Cluny die dit gebied kreeg toegewezen van de Romeinse edelman Alberic III. In 1550 werd het gebied toegewezen aan de Orde van Malta. In 1760 gaf de grootprior van Rome, kardinaal Giambattista Rezzonico, de opdracht tot verbouwing van het kerkgebouw. De kerk werd gerenoveerd door Giovanni Battista Piranesi (die er uiteindelijk ook begraven werd), samen met het plein voor de kerk. De kerk behoort tegenwoordig samen met de Villa Malta tot de exterritorriale gebieden van de Orde van Malta in Rome.

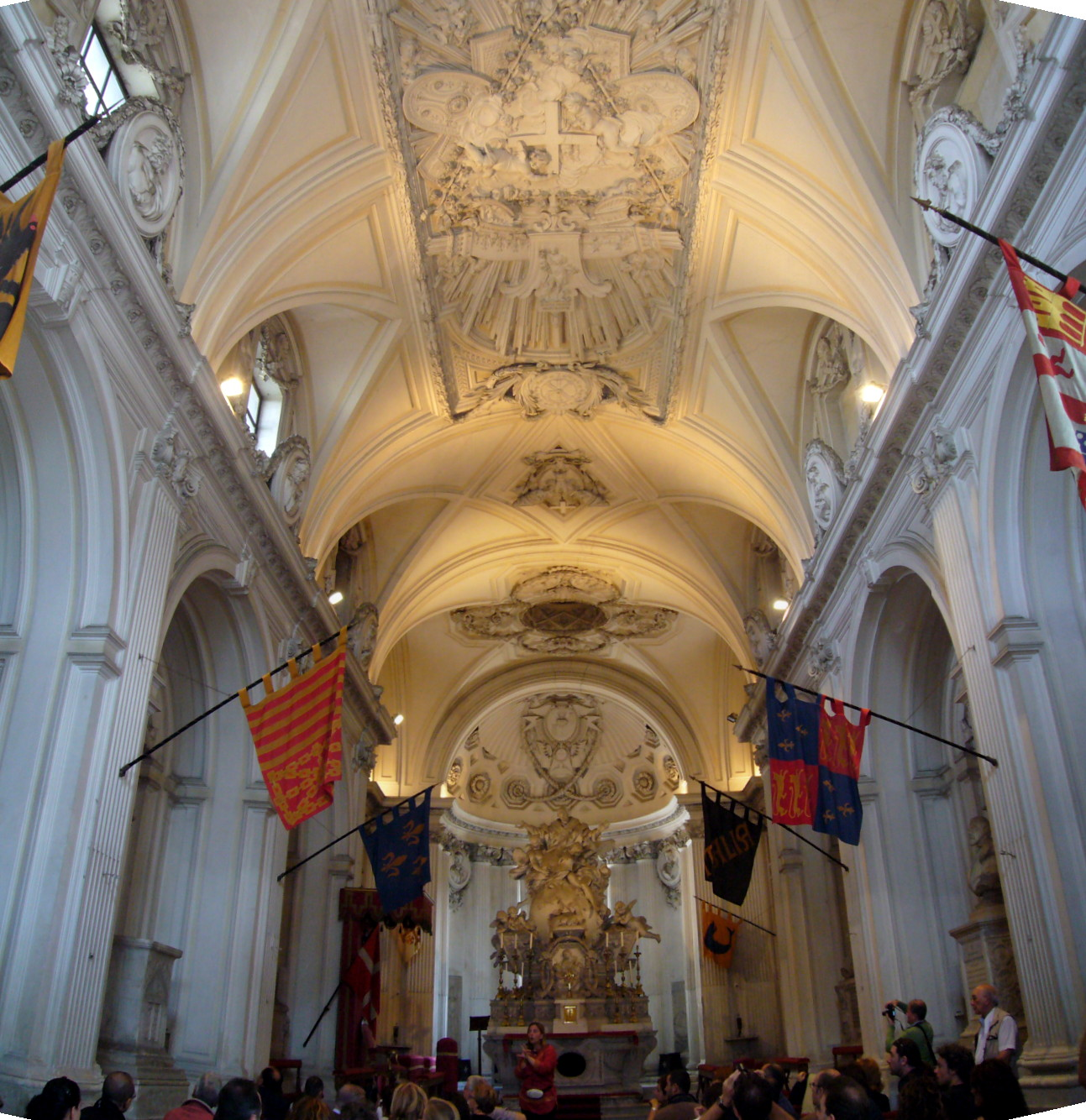
Interieur van de Santa Maria del Priorato